# Svømning under sommer-OL 2020 – 400 m individuel medley (damer)
400 m individuel medley for damer under Sommer-OL 2020 fandt sted den 24. juli - 25. juli 2021 i Tokyo Aquatics Centre.

## Turneringsformat
Konkurrencen bliver afviklet med indledende heats og finale. Efter de indledende heats går de 8 bedste tider videre til finalen, hvor medaljerne bliver fordelt.

## Tidsplan
Nedenstående tabel viser tidsplanen for afvikling af konkurrencen:
| Dato     | Tid | Runde  |
| -------- | --- | ------ |
| 25. juli | TBD | Heats  |
| 26. juli | TBD | Finale |

## Resultater

### Heats
De otte hurtigste svømmere, uafhængig af heat, gik videre til finalen.
| Placering | Heat | Bane | Svømmer                    | Nation         | Tid     | Note |
| --------- | ---- | ---- | -------------------------- | -------------- | ------- | ---- |
| 1         | 3    | 5    | Emma Weyant                | USA            | 4.33,55 | Q    |
| 2         | 3    | 6    | Aimee Willmott             | Storbritannien | 4.35,28 | Q    |
| 3         | 2    | 4    | Yui Ohashi                 | Japan          | 4.35,71 | Q    |
| 4         | 3    | 3    | Mireia Belmonte            | Spanien        | 4.35,88 | Q    |
| 5         | 2    | 5    | Hali Flickinger            | USA            | 4.35,98 | Q    |
| 6         | 2    | 6    | Viktória Mihályvári-Farkas | Ungarn         | 4.35,99 | Q    |
| 7         | 3    | 4    | Katinka Hosszú             | Ungarn         | 4.36,01 | Q    |
| 8         | 2    | 7    | Ilaria Cusinato            | Italien        | 4,37.37 | Q    |
| 9         | 3    | 2    | Sara Franceschi            | Italien        | 4.39,93 |      |
| 10        | 3    | 1    | Anja Crevar                | Serbien        | 4.40,50 |      |
| 11        | 2    | 1    | Yiting Yu                  | Kina           | 4.41,64 |      |
| 12        | 3    | 8    | Ageha Tanigawa             | Japan          | 4.41,76 |      |
| 13        | 3    | 7    | Fantine Lesaffre           | Frankrig       | 4.41,98 |      |
| 14        | 2    | 2    | Tessa Cieplucha            | Canada         | 4.44,54 |      |
| 15        | 1    | 5    | Katja Fain                 | Slovenien      | 4.44,66 |      |
| 16        | 1    | 3    | Azzahra Permatahani        | Indonesien     | 4.54,54 |      |
| 17        | 1    | 4    | Virginia Bardach Martin    | Argentina      | 5.01,98 |      |
|           | 2    | 3    | Sydney Pickrem             | Canada         |         | DNS  |

### Finale
| Placering                        | Bane | Svæmmer                    | Nation         | Tid     | Note |
| -------------------------------- | ---- | -------------------------- | -------------- | ------- | ---- |
| 1                                | 3    | Yui Ohashi                 | Japan          | 4:32.08 |      |
| 2. plads, sølvmedaljemodtager(e) | 4    | Emma Weyant                | USA            | 4:32.76 |      |
| 3                                | 2    | Hali Flickinger            | USA            | 4:34.90 |      |
| 4                                | 6    | Mireia Belmonte            | Spanien        | 4:35.13 |      |
| 5                                | 1    | Katinka Hosszú             | Ungarn         | 4:35.98 |      |
| 6                                | 7    | Viktória Mihályvári-Farkas | Ungarn         | 4:37.75 |      |
| 7                                | 5    | Aimee Willmott             | Storbritannien | 4:38.30 |      |
| 8                                | 8    | Ilaria Cusinato            | Italien        | 4:40.65 |      |